# 英国圣公会总部大楼
51°29′52″N 0°7′46″W / 51.49778°N 0.12944°W

英国圣公会总部大楼

英国圣公会总部大楼（Church House）是英国圣公会总部，位于伦敦院长院子南侧，沿大史密斯街，毗邻西敏寺和西敏公学。
1888年，英国圣公会决定兴建会议和行政大楼， 1891年6月24日奠基，1896年2月11日由乔治五世揭幕。目前的建筑则是1930年代重建，1937年6月26日奠基，1940年6月10日由乔治六世揭幕。
第二次世界大战期间，该建筑曾为英国国会提供会场。1946年1月10日，联合国大会第一次会议在卫理公会中央礼堂召开；一周后，1946年1月17日，联合国安全理事会在英国圣公会总部大楼召开第一次会议。 
1988年，该建筑为二级保护建筑。